# 2-tert-Butylhydrochinon
2-tert-Butylhydrochinon ist eine chemische Verbindung aus der Gruppe der Hydrochinone.

## Eigenschaften
2-tert-Butylhydrochinon ist ein brennbarer hellbrauner kristalliner Feststoff mit schwachem Geruch, der praktisch unlöslich in Wasser ist.

## Verwendung
2-tert-Butylhydrochinon wird häufig als ein Konservierungsmittel für fetthaltige Kosmetika (Konzentration 0,1 bis 1,0 %) und in den USA auch für fettreiche Lebensmittel (vor allem Fisch, Schmalz und tierische Fette) verwendet. Es wird oft zur Wirkungsunterstützung in Kombination mit bestimmten Antioxidationsmitteln eingesetzt. Es ist in der EU als Lebensmittelzusatzstoff der Nummer E 319 mit einer Höchstmengenbeschränkung von bis zu 200 Milligramm pro Kilogramm Fett als Antioxidationsmittel für Lebensmittel zugelassen. In geringen Konzentrationen zeigt es zytoprotektive Eigenschaften, während es bei höheren Konzentrationen cytotoxisches Verhalten zeigt. In der Forschung wird es genutzt, um die Inaktivierung von barotoleranten Stämmen von Listeria monocytogenes und Escherichia coli zu untersuchen.

## Sicherheitshinweise
Als erlaubte Tagesdosis wurden von JECFA 0–0,7 mg/kg abgeleitet.